# Wola Książęca
Wola Książęca – wieś w Polsce położona w województwie wielkopolskim, w powiecie jarocińskim, w gminie Kotlin.
W latach 1975–1998 miejscowość administracyjnie należała do województwa kaliskiego. Dawna stacja kolejowa w Woli Książęcej, na trasie wąskotorowej linii kolejowej: Witaszyce Wąskotorowe-Zagórów.